# Harold Adams Innis

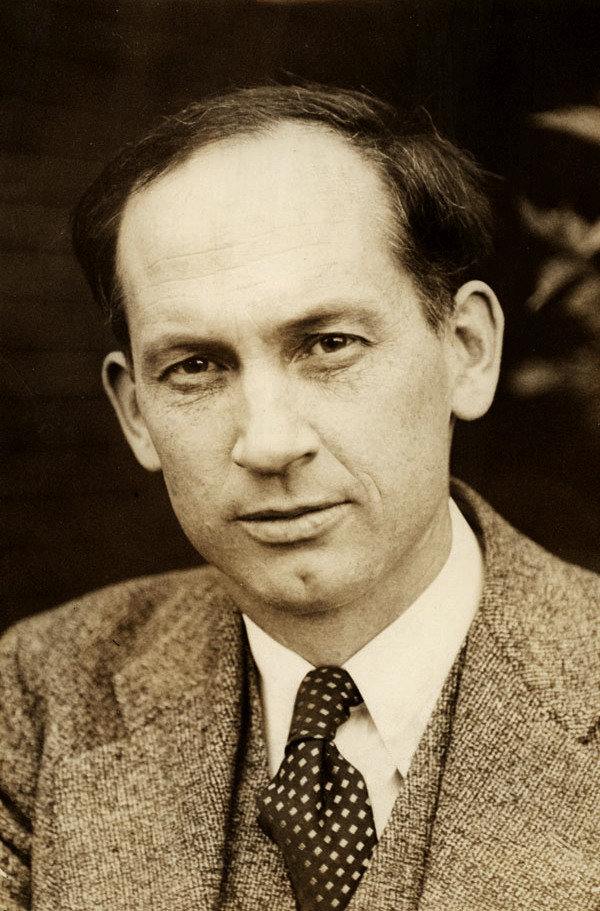
Harold Innis in den 1920ern.

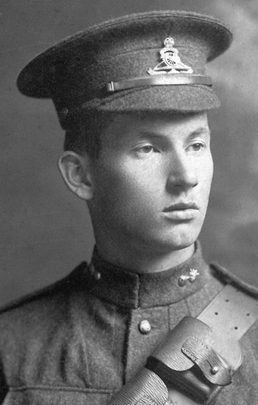
Harold Adams Innis (vor 1920)

Harold Adams Innis (* 5. November 1894 in Otterville, Ontario; † 8. November 1952 in Toronto, Ontario) war ein kanadischer Professor für Politische Ökonomie an der University of Toronto und Autor zahlreicher Werke in den Bereichen Medientheorie, Kommunikationstheorie und Kanadische Wirtschaftsgeschichte. Nach ihm ist das Innis College an der Universität Toronto benannt. Innis, dessen Stil als dicht und schwierig gilt, wird als einer der einflussreichsten kanadischen Intellektuellen bezeichnet. Innis war an der Entwicklung der Staples Thesis beteiligt, die davon ausgeht, dass Kanadas Kultur, politische Geschichte und Wirtschaft maßgeblich durch Ausnutzung und den Export einer Reihe von Staples  wie Felle, Fisch, Holz, Getreide, Metalle und Fossiler Brennstoffe geprägt wurde.
Innis kommunikationstheoretische Werke befassen sich mit der Rolle der Medien bei der Prägung von Kultur und der Entwicklung von Zivilisationen. Eine seiner bekanntesten Thesen besagt, dass die Ausgeglichenheit zwischen mündlichen und schriftlichen Kommunikationsformen das Wachstum der Griechischen Kultur im 5. Jahrhundert v. Chr. begünstigte. Seiner Ansicht nach sei die westliche Zivilisation durch einflussreiche, werbungsgesteuerte Medien gefährdet und durch Gegenwartszentrierung und die kontinuierliche systematische, rücksichtslose Zerstörung für kulturelle Aktivitäten dauerhaft wichtiger Elemente.:S. 15
Innis war der Grundstein einer Geisteswissenschaft, die die Sozialwissenschaften von einem spezifisch kanadischen Blickpunkt aus betrachtete. Als Vorsitzender der Abteilung für Politische Ökonomie an der University of Toronto versuchte er, einen Kader kanadischer Geisteswissenschaftler aufzubauen, um die Abhängigkeit kanadischer Universitäten von in Großbritannien oder den USA ausgebildeten, von der kanadischen Geschichte und Kultur unkundigen Professoren aufzuheben. Innis erschloss Finanzierungsquellen für kanadische Geisteswissenschaften.:S. 14–23
Innis versuchte, Universitäten von politischem und wirtschaftlichem Druck unabhängig zu machen. Er war der Ansicht, dass unabhängige Universitäten als Zentren des kritischen Denkens für das Überleben der westlichen Kultur essentiell wären. Sein Schüler und Universitätskollege Marshall McLuhan bezeichnete Innis Tod 1952 als katastrophalen Verlust für das menschliche Verstehen. McLuhan schrieb: Ich bin erfreut, über mein eigenes Buch The Gutenberg Galaxy als eine Fußnote in den Beobachtungen zu Innis und der physischen und sozialen Folgen zu denken, zuerst beim Schreiben, dann beim Drucken.

## Ausbildung und Kriegsdienst

### Erste Lebensjahre
Harold Adams Innis wurde am 5. November 1894 auf einem kleinen Milchviehhof in der Nähe der Gemeinde Otterville in Oxford County im Südwesten Ontarios geboren. Die Lebensgewohnheiten und Abläufe des Bauernhofes prägten sein späteres Leben.:S. 8–9 Seine Mutter Mary Adams Innis, die wie sein Vater William gläubige Baptistin war nannte ihn in der Hoffnung, dass er eine Laufbahn als baptistischer Geistlicher einschlagen würde Herald (Bote). Zu Beginn des 20. Jahrhunderts nahm der Baptismus in den ländlichen Gebieten eine prägende Rolle ein, da er isoliert lebenden Familien ein Gemeinschaftsgefühl vermittelte, die Werte von Individualismus und Freiheit verkörperte und dadurch, dass seine weitverstreuten Gemeinden nicht durch zentralisierte, bürokratische Autoritäten kontrolliert wurden, Zuspruch genoss.:S. 50–51 Innis wurde später Agnostiker, verlor sein Interesse für Religion jedoch nie. Laut seinem Freund und Biographen Donald Creighton (1902–1979) wurde Innis Charakter durch die Kirche geprägt:

Das strikte Empfinden für Werte und das Gefühl der Hingabe an eine Sache, die für ihn in seinem späteren Leben so Charakteristisch werden sollten beruhten zumindest in Teilen auf den Instruktionen, die ihm so eifrig und unhinterfragbar in den schmucklosen Mauern der baptistischen Kirche in Otterville eingegeben wurden.:S. 19

Innis besuchte die aus einem Zimmer bestehende Schule in Otterville und die High School der Gemeinde. Um seine höhere Schulbildung an einem baptistischen College zu vollenden, pendelte er mit der Eisenbahn 32 Kilometer nach Woodstock. Er beabsichtigte, Lehrer an einer staatlichen Schule  zu werden und absolvierte die Aufnahmeprüfungen für die Lehrerausbildung, entschied sich jedoch dazu, ein Jahr lang zu arbeiten, um sich mit den für die Ausbildung notwendigen finanziellen Mitteln auszustatten. Im Alter von 18 Jahren entschloss er sich dazu, für ein Semester in der einzimmerigen Schule in Otterville zu unterrichten, bis die Schulbehörde einen vollqualifizierten Lehrer für diesen Posten engagieren konnte. Während seiner Tätigkeit kam er zur Überzeugung, dass das Leben als Lehrer in einer kleinen, ländlichen Schule nicht für ihn geeignet sei.:S. 18–19

### Universitätsstudium
Im Oktober 1913 begann Innis, die McMaster University in Toronto zu besuchen. Da McMaster baptistisch geprägt war und von vielen ehemaligen Studenten des Woodstock College besucht wurde, war es die geeignetste Stelle für Innis. Die dortigen Professoren aus den geisteswissenschaftlichen Fächern ermutigten ihn zu kritischem Denken und debattieren.:S. 64–68 Innis wurde vor allem von James Ten Broke beeinflusst, der eine Essayfrage vortrug, mit der sich Innis sein Leben lang befasste: Warum schenken wir den Dingen Beachtung, die wir beachten? 
Im Jahr vor seinem Abschluss an der McMaster University unterrichtete Innis einen Sommer lang an der Northern Star School landwirtschaftlich geprägten Grenzgemeinde Landonville in der Nähe von Vermillon in Alberta, während der er sich der Größe Kanadas bewusst wurde. Er erlangte Informationen über westliche Probleme mit hohen Zinsen und Transportkosten.:S. 26–27 Innis befasste sich hauptsächlich mit Geschichte und Ökonomie. Zu seinem Leitsatz wurde eine Anmerkung des Geschichtsdozenten W.S. Wallace, die besagte, dass die ökonomische Interpretation der Geschichte nicht die einzig mögliche, jedoch die tiefgehendste sei.:S. 28

### Kriegsdienst
Nachdem er an der McMaster University graduiert hatte, trat Innis aus Glaubensgründen in die Canadian Expeditionary Force ein. Im Herbst 1916 wurde er nach Frankreich entsandt, um im Ersten Weltkrieg zu kämpfen. Die Schützengrabenkriegsführung mit Schlamm, Läusen und Ratten hatten verheerende Folgen auf Innis.
Seine Funktion als Artilleriefunker gab ihm eine Naherfahrung des Lebens (und Sterbens) an der Front, vor allem als er an dem erfolgreichen kanadischen Angriff in der Schlacht bei Arras beteiligt war.:S. 34–35 Funker, oder Beobachter hatten die Aufgabe, den Einschlagsort von Geschossen zu beobachten und Korrekturangaben zu machen. Am 7. Juli 1917 wurde Innis von einem Splitter am rechten Oberschenkel getroffen, worauf er acht Monate in England behandelt werden musste.:S. 70
Innis wurde nach der Verwundung nicht mehr zum Kriegseinsatz herangezogen. Der Biograph John Watson merkte an, dass die Heilung physischen Wunden sieben Jahre andauerte, der psychische Schaden jedoch lebenslang erhalten blieb. Als Folge des Krieges litt Innis an Depressionen und nervöser Erschöpfung.
Watson stellte fest, dass der Erste Weltkrieg Innis Nationalismus stärkte, sein Empfinden für destruktive Technologieeffekte schärfte, darunter die Kommunikationsmedien, die zum „Verkauf“ des Krieges verwendet wurden, und ihn erstmals zu Zweifeln gegenüber dem baptistischen Glauben veranlasste.:S. 68–117

## Abschluss an McMaster und Chicago
Im April 1918 erwarb Innis den Titel eines Master of Arts an der McMaster University. Diese Qualifikationsschrift, die den Titel The Returned Soldier (dt.: Der zurückgekehrte Soldat) trug, befasste sich mit den öffentlichen Grundsätzen, die notwendig waren, um Veteranen bei der Bewältigung von Auswirkungen des Krieges zu unterstützen und die Rekonstruktion des Staates durchzuführen.
Im August 1920 erlangte Innis den Grad eines PhD an der University of Chicago.:S. 94 In den zwei Jahren, in denen er an seiner Dissertation arbeitete, vertiefte sich sein Interesse für Ökonomie, worauf er beschloss, Ökonom zu werden. Die Chicagoer Ökonomische Fakultät hinterfragte die von ihr als abstrakt und universalistisch angesehenen Theorien der neoklassischen Ökonomie, wobei als Hauptkritikpunkt vorgebracht wurde, dass allgemeine ökonomische Regeln auf spezifischen Fallstudien beruhen sollten.:S. 111
Innis wurde an der University of Chicago von George Herbert Mead und Robert E. Park beeinflusst, obwohl er deren Lehrveranstaltungen nicht besuchte. Innis befasste sich vor allem mit deren Gedanken, dass Kommunikation mehr Aspekte als den der Informationsübertragung beinhalte. James W. Carey merkte an, dass Mead und Park Kommunikation als den Prozess charakterisierten, durch den eine Kultur geschaffen, gewartet und in Institutionen geteilt wird.
In Chicago kam Innis mit den Thesen Thorstein Veblens in Kontakt, der zeitgenössisches Denken und Kultur scharf kritisierte. Obwohl Veblen Chicago einige Jahre zuvor verlassen hatte, waren seine Thesen stark präsent. In einem späteren Essay lobte Innis Veblen dafür, Krieg gegen die standardisierte, statische Ökonomie geführt zu haben.
In Chicago hielt Innis einige Einführungskurse in die Ökonomie. Eine seiner Studentinnen war Mary Qualye, die er im Mai 1921 heiratete. Innis, der zum Zeitpunkt der Heirat 26 Jahre alt war, und Quayle, die zum Zeitpunkt der Heirat 22 Jahre alt war:S. 5 und 113–115, hatten vier Kinder, Donald (1924), Mary (1927), Hugh (1930) und Ann (1933).:S. 119

### Geschichte der kanadischen Eisenbahngesellschaft CPR
In seiner Dissertation zum Phd unter dem Titel A History of the Canadian Pacific Railway (dt. Eine Geschichte der Canadian Pacific Railway) behandelte Innis die Geschichte der Canadian Pacific Railway (CPR). Die Fertigstellung der ersten kanadischen transkontinentalen Eisenbahnstrecke 1885 war für die Entwicklung Kanadas von großer Bedeutung. Innis Thesen, die 1923 in einem Buch veröffentlicht wurden stellen einen frühen Versuch dar, die Bedeutung der Eisenbahn vom Standpunkt eines Wirtschaftshistorikers darzustellen. Innis verwendete umfangreiche Statistiken zur Unterstützung seiner Argumente und stellte fest, dass das schwer durchzuführende und teure Projekt durch die Furcht vor einer US-amerikanischen Annexion des Kanadischen Westens unterstützt wurde.:S. 6–7
Innis stellte die These auf, dass die Geschichte der Canadian Pacific Railway vor allem die Geschichte der Ausbreitung der westlichen Zivilisation über die nördliche Hälfte des Nordamerikanischen Kontinents sei. Robert Babe merkte an, dass die Eisenbahn die Industrialisierung, den Kohletransport und Baumittel transportierte, und als eine Kommunikationsmedium die Ausbreitung der Europäischen Zivilisation förderte.  Babe interpretiert Innis Thesen dahingehend, dass für Innis die Errichtung der CPR  ein massives, energieverbrauchendes, schnellbewegendes, kräftiges, kapitalintensives Zeichen bedeutete, das mitten zwischen Eingeborene gestellt wurde, deren ganzes Leben dadurch gestört, wenn schlussendlich nicht sogar zerstört wurde.
Laut dem Kommunikationswissenschaftler Arthur Kroker versuchte Innis in seiner Arbeit über die CPR zu demonstrieren, dass Technologie für das kanadische Wesen nichts externes, sondern im Gegenteil, die notwendige Bedingung und andauernde Folge der kanadischen Existenz sei. Innis setzte die in A History of the Canadian Pacific Railway begonnenen Beschäftigung mit der Anwendung politischer und wirtschaftlicher Kraft während seiner gesamten Laufbahn fort. Innis Untersuchung endet mit einer Zusammenfassung der Kritik des Westens Kanadas an der Wirtschaftspolitik, insbesondere an hohen Transportkosten und steigenden Importzöllen, die den Zweck hatten, kanadische Hersteller zu unterstützen. Bewohner des Westens Kanadas beklagten, dass dadurch Geld von den Prairiefarmern zur Wirtschaft der Ostküste gelenkt wurde. Innis konstatierte, dass  der Westen Kanadas den Preis für die Entwicklung der kanadischen Nationalität bezahlt und es scheint so, als ob er ihn weiterhin zahlen müsste. Die Habgier des Ostens Kanadas scheint nicht nachzulassen.

## Hauptwerk

### Feldforschung
1920 trat Innis eine Anstellung an der Abteilung für politische Ökonomie an der University of Toronto an, wo er Kurse in Handel, Wirtschaftsgeschichte und ökonomischer Theorie hielt. Er beschloss, seine Forschungstätigkeit auf das zu diesem Zeitpunkt wenig bearbeitete Gebiet der Kanadischen Wirtschaftsgeschichte zu konzentrieren. Als erstes Thema befasste sich Innis mit Pelzhandel. Pelze hatten französische und englische Händler nach Kanada angelockt und sie motiviert, entlang der ausgedehnten Flüsse und Seen in Richtung Westen zur Pazifikküste vorzudringen. Innis wurde sich der Tatsache bewusst, dass er sich nicht nur auf Archivmaterialien würde stützen können, um die Geschichte des Pelzhandels zu verstehen, sondern dass er selbst durch das Land würde reisen müssen, um Informationen aus erster Hand zu erlangen und – wie er es nannte – Erderfahrung (en: Dirt experience) zu sammeln.
Zu diesem Zweck reiste Innis im Sommer 1924 mit einem Freund in einem fünfeinhalb Meter langen, leinwandbedeckten Kanu vom Peace River über den Lake Athabasca, den Slave River zum Dreat Slave Lake, auf einem Schlepper der Hudson’s Bay Company über den Mackenzie River zum Arctic Ocean.:S. 61–64 Während seiner Reisen sammelte Innis auch Informationen über andere Rohstoffe  wie Holz, Papier, Mineralien Getreide und Fisch. Bis in die frühen 1940er hatte Innis alle Teile Kanadas bis auf die westliche Arktis und die Ostseite der Hudson Bay bereist.:S. 89–90
Auf seinen Reisen interviewte Innis vor allem Personen, die in der Rohstoffproduktion tätig waren und ließ sich ihre Geschichten erzählen.:S. 124

### The Fur Trade of Canada

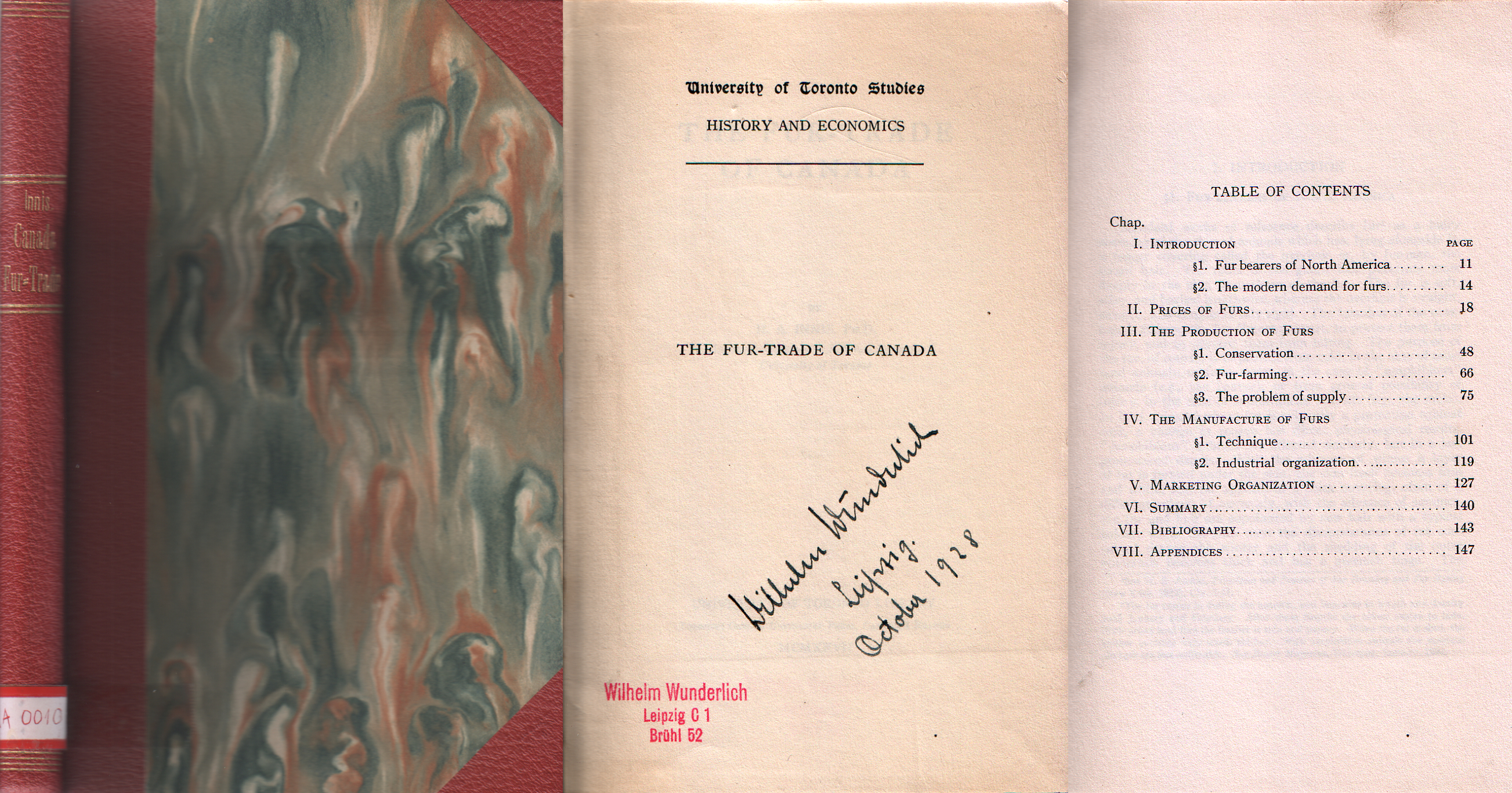
„The Fur Trade of Canada“, mit Autogramm eines Leipziger Pelzhändlers

Innis vertiefte seine Beschäftigung mit den Beziehungen zwischen Imperien und Kolonien in dem 1930 erschienenen Buch The Fur Trade in Canada: An Introduction to Canadian Economic History, das den Biberfellhandel vom 16. Jahrhundert bis zu den 1920er Jahren behandelt. Im Unterschied zu konventionellen Historikern, die heroisierend die Erforschung des kanadischen Kontinents durch europäische Abenteurer beschrieben, befasste sich Innis mit den Auswirkungen der Zusammenhänge von Geographie, Technologie und Wirtschaft auf den Fellhandel und die kanadische Politik und Wirtschaft.:S. 94–95 Innis stellt fest, dass der Pelzhandel Kanadas Grenzen weitestgehend festlegte und dass das Land nicht trotz der geographischen Situation, sondern wegen ihr entstand.:S. 392–393
The Fur Trade of Canada (in späteren Ausgaben The Fur Trade in Canada) beschreibt im zweiten Teil die kulturellen Interaktionen zwischen drei Personengruppen: Die Europäer in europäischen Metropolen, die Biberfellhüte als modisches Luxusgut betrachteten; die europäischen Siedler, die Biberfelle als Rohstoff betrachteten, der exportiert werden konnte, um essentielle Güter aus den Heimatländern zu erwerben; und die indigene Bevölkerung, die mit Fellen handelten, um industrielle Güter wie Metalltöpfe, Messer, Gewehre und Likör zu erwerben.:S. 152–153 Innis beschreibt die Rolle der Einheimischen als zentral für die Entwicklung des Pelztierhandels. Ohne ihre Jagdtechniken, Gebietskenntnisse und Werkzeuge wie Schneeschuhe, Schlitten und Kanus hätte sich der Pelzhandel nicht entwickeln können.:S. 10–15 Europäische Technologien hatten tief greifende Auswirkungen auf die Gesellschaften der First Nations. Innis schrieb: Die neue Technologie mit ihren radikalen Innovationen brachte einen genauso schnellen Wandel in die indianischen Kulturen, wie die Ausrottung der Menschen durch Krieg und Krankheiten.:S. 388 Der Historiker Carl Berger nimmt an, dass Innis, indem er die Ureinwohner in das Zentrum seiner Analyse des Fellhandels stellte, als erster die Desintegration der ursprünglichen Gesellschaft infolge des europäischen Kapitalismus darstellte.:S. 100
Im Gegensatz zu einem großen Teil der Historiker, die den Beginn der kanadischen Geschichte mit der Ankunft der Europäer gleichsetzten, hebt Innis die kulturellen und wirtschaftlichen Beiträge der First Nations hervor. Innis schrieb, dass wir nicht realisiert haben, dass der Indianer und seine Kultur für das Wachstum der kanadischen Institutionen von fundamentaler Bedeutung waren.:S. 392
Im Abschlussteil betont Innis, dass die Kanadische Wirtschaftsgeschichte am besten verstanden werden könne, indem untersucht werde, wie ein Rohstoff durch einen anderen abgelöst wurde. Die Abhängigkeit von Rohstoffen machte Kanada von industrialisierteren Ländern abhängig, die zyklischen Wechsel von einem Hauptrohstoff zu einem anderen verursachten schwere Verwerfungen in der kanadischen Wirtschaft.

### Kabeljaufischerei
Nach der Veröffentlichung seiner Studie über den Pelzhandel wandte sich Innis einem älteren Beispiel zu, der Kabeljaufischerei, die jahrhundertelang an der Nordamerikanischen Ostküste, insbesondere an der Neufundlandbank betrieben worden war. Die Studie wurde 1940 unter dem Titel The Cod Fisheries: The History of an International Economy veröffentlicht. Die Studie fasst die über 500-jährige Geschichte der Ausbeutung des Rohstoffes Kabeljau und die damit verbundenen Konflikte zwischen den Imperien zusammen. Während sich The Fur Trade in Canada hauptsächlich auf das Innere des Kontinents mit seinen ausgedehnten Flüssen und Seen konzentrierte, legt The Cod Fisheries das Hauptaugenmerk auf den globalen Handel und die weitreichenden Effekte eines Rohstoffes, sowohl auf zentrale Regionen als auch auf periphere Kolonien wie Neufundland, Nova Scotia und Neuengland.

### Kommunikationstheorien
Seine Studien über die Auswirkungen der verbundenen Flüsse und Seen auf die kanadische Entwicklung und Europa veranlassten Innis, die komplexen wirtschaftlichen und kulturellen Beziehungen zwischen Transportsystemen und der Kommunikation zu untersuchen. Während der 1940er Jahre befasste sich Innis mit Papier, einem Wirtschaftszweig von zentraler Bedeutung für Kanada. Diese Untersuchung bildete einen Kreuzungspunkt zwischen seiner Beschäftigung mit Rohstoffen und seinen Kommunikationsstudien.:S. 248 Der Biograph Paul Heyer schrieb, dass Innis, dem Papier durch seine Folgestadien nachging: Zeitungen und Journalismus, Bücher und Werbung. In anderen Worten wandte er seinen Blickwinkel von der Ressourcenbasierten Industrie zu einer kulturellen Industrie, in der Information, und letztendlich Wissen, ein Erzeugnis ist, das zirkuliert, einen Wert besitzt und demjenigen, der es besitzt, Macht verleiht.:S. 30
Eine von Innis ersten Kommunikationstheoretischen Studien wendete die Dimensionen von Zeit und Raum auf verschiedene Medien an. Innis unterteilte Medien in zeitbindende und raumbindende Medien. Zeitbindende Medien sind haltbar, sie beinhalten Ton- oder Steintafeln. Raumbindende Medien sind kurzlebig. Sie beinhalten moderne Medien wie Radio, Fernsehen und Boulevardzeitungen.:S. 27
Innis untersuchte den Aufstieg und Fall antiker Reiche, indem er die Effekte von Kommunikationsmedien analysierte. Er betrachtete Medien, die zum Wachstum eines Reiches geführt hatten, sie während ihrer Blütezeiten gestützt hatten und die Veränderungen in den Kommunikationen, die zum Untergang führten. Innis versuchte zu zeigen, dass sich Medien-"Ausrichtungen" in Bezug auf Raum und Zeit auf die komplexen Mechanismen auswirkten, die zur Erhaltung eines Reiches notwendig sind. Diese Mechanismen inkludieren die Partnerschaft zwischen Wissen und Ideen, die zur Schaffung und Erhaltung eines Reiches notwendig sind, und die Macht (oder Kraft), die zur Ausweitung und Verteidigung benötigt wird. Innis betrachtete die Wechselwirkung zwischen Wissen und Macht als ausschlaggebenden Faktor für das Verständnis eines Reiches.:S. 313
Innis nahm an, dass die Balance zwischen dem gesprochenen Wort und dem Schreiben zur Blütezeit der griechischen Kultur zur Zeit Platons beitrug.:S. 78–79 Die Balance zwischen dem zeitgerichteten Medium der Sprache und dem raumgerichteten Medium des Schreibens wurde überworfen, als die mündliche Tradition gegenüber der Dominanz des Schreibens an Bedeutung verlor. In dieser Wechselphase übernahm Rom die Vorherrschaft im Mittelmeerraum von den griechischen Kulturen.
Innis sah sich durch seine Analysen der Auswirkungen der Kommunikation auf den Aufstieg und Fall von Reichen veranlasst, vor der Krise der westlichen Zivilisation zu warnen. Die Entwicklung mächtiger Kommunikationsmedien wie Boulevardzeitungen hatte die Balance zugunsten von Raum und Macht gewandelt und Zeit, Kontinuität und Wissen zurückgedrängt. Die zum kulturellen Überleben notwendige Balance war durch die von Innis als mechanisiert bezeichneten Kommunikationsmedien ins Ungleichgewicht gebracht worden, die zur schnellen Informationsübertragung über große Distanzen verwendet werden. Diese Medien hatten eine Gegenwartszentrierung gefördert, die die Bedachtnahme auf Vergangenheit oder Zukunft verdrängt.
Innis fasste seine Schlüsse folgendermaßen zusammen:
Der erdrückende Druck der Mechanisierung, der in Zeitungen und Magazinen ersichtlich wird, hat zur Schaffung von Kommunikationsmonopolen geführt. Ihre festgesetzten Positionen involvieren eine kontinuierliche, systematische und rücksichtslose Zerstörung von Elementen, die für die Kulturelle Aktivität essentiell sind.

Innis nahm an, dass die westliche Zivilisation nur durch die Wiederherstellung der Balance zwischen Raum und Zeit wiederhergestellt werden könne. Weiterhin nahm er an, dass dies durch die Wiederherstellung der mündlichen Tradition in den Universitäten, verbunden mit der Befreiung von Institutionen des höheren Lernens von politischem und ökonomischem Druck. In seinem Essay A Plea for Time nahm Innis an, dass ein ernsthafter Dialog in den Universitäten das kritische Denken hervorrufen könne, das zur Wiederherstellung der Balance zwischen Macht und Wissen notwendig sei. Danach könnten die Universitäten die Courage aufbringen, die zum Angriff auf die Zivilisationsbedrohenden Monopole notwendig sei.

## Akademische Laufbahn und öffentliche Wahrnehmung

### Einfluss in den 1930ern
Neben seiner Studie über die Kabeljaufischerei verfasste Innis in den 1930ern verschiedene Texte über Rohstoffe wie Metalle und Getreide sowie die ökonomischen Probleme Kanadas in der Großen Depression. In den Sommermonaten der Jahre 1932 und 1933 bereiste Innis den Westen Kanadas, um Recherchen über die Auswirkungen der Depression anzustellen.:S. 84 Im folgenden Jahr beschrieb Innis in dem Essay The Canadian Economy and the Depression die Situation eines Landes, dass jedem Wachstum internationaler Probleme schutzlos ausgesetzt ist und die regionalen Differenzen, die es unmöglich machen, effektive Lösungen umzusetzen. Er beschrieb die Situation einer Prairiewirtschaft, die vom Getreideexport abhängig ist, durch Dürre und den wachsenden Einfluss großer Städte bedrängt wird und zugleich durch den Rohstoffexport gestützt wird. Das Resultat dieser Situation war ein politischer Konflikt und ein Bruch in den Beziehungen zwischen Bund und Provinzen.  Es mangelt an Informationen, auf die vorausblickende politische Maßnahmen für diese Situation gestützt werden können. da die Position der Sozialwissenschaften in Kanada sehr schwach ist.
Innis Reputation als "öffentlicher Intellektueller" wuchs beständig, 1934 lud ihn der Premierminister Angus L. Macdonald ein, in einer Royal Commission zur Untersuchung der wirtschaftlichen Probleme in Nova Scotia mitzuwirken. Im Folgejahr beteiligte sich Innis an der Gründung des The Canadian Journal of Economics and Politival Science. 1936 erhielt Innis eine volle Professur an der University of Toronto und wurde ein Jahr später Leiter der Abteilung für Politische Ökonomie.:S. 85–95
1938 wurde Innis zum Präsidenten der Canadian Political Science Association ernannt. In seiner Antrittsrede mit dem Titel The Penetrative Powers of the Price System:S. 20  versuchte er, die destruktiven Auswirkungen moderner Technologien, die mit dem Wandel von einem auf Kohle und Eisen basierten Industriesystem zu einem System neuester industrieller Energiequellen, Elektrizität, Öl und Stahl. Im zweiten Teil versuchte Innis die kommerziellen Effekte von Boulevardzeitungen, die durch die fortgeschrittenen Drucktechniken möglich geworden waren und die des neuen Mediums Radio, das droht, die durch Zölle errichteten Mauern zu umgehen und Grenzen zu überschreiten, die andere Kommunikationsmedien aufhalten. Innis nahm an, dass beide Medien das Verlangen nach Konsumgüter stimulieren und den Nationalismus förderten.

### Politik und Große Depression
Die Ära der Dirty Thirties, die durch Massenarbeitslosigkeit, Armut und Hoffnungslosigkeit geprägt waren, förderte das Entstehen neuer politischer Gruppierungen. In Alberta formierte sich unter Führung des Radiopredigers William „Bible Bill“ Aberhart die populistische Social Credit Partei, die die Wahlen 1935 gewann. Drei Jahre zuvor hatten in Calgary, Alberta Sozialreformer die Co-operative Commonwealth Federation (CCF) gegründet, die demokratischen Sozialismus und eine gemischte Wirtschaft mit einem staatlichen Besitz von Kernindustrien befürwortete. Einer der Gründer war Frank Underhill, ein Kollege Innis an der University of Toronto. Innis und Underhill waren beide Mitglieder eine Gruppe an der Universität, die sich selbst als: unzufrieden mit der Politik der beiden Großparteien in Kanada bezeichnete und versuchten einen einheitlichen Körper progressiver Meinung aufzubauen. 1931 präsentierte Innis der Gruppe eine Studie über Ökonomische Voraussetzungen in Kanada, distanzierte sich jedoch später von Parteipolitik und in dieser aktiven Geisteswissenschaftler wie Underhill.
Innis war der Ansicht, dass Geisteswissenschaftler nicht politisch aktiv werden sollten, sondern sich stattdessen mit öffentlichen Problemen und danach der Produktion von kritischem Denken durch Wissen befassen sollten. Innis sah die Universitäten als Institutionen an, die durch Dialog, Offenheit und Skeptizismus freies Denken und freie Forschung hervorbringen könnten. Innis schrieb: die Universität könnte eine solche Umgebung darstellen, die von Ausrichtungen und der Institutionen, die den Staat bilden so frei wie möglich ist, so dass Intellektuelle andere Perspektiven suchen und erforschen können.
Obwohl Innis Sympathie für die westlichen Bauern und die städtischen, arbeitslosen Arbeiter und ihre problematischen Situationen aufbrachte, wandte er sich nicht dem Sozialismus zu. Eric Havelock, ein linksgerichteter Kollege Innis erklärte einige Jahre später, dass Innis aus dem Ausland importierten Lösungen misstraute, insbesondere den marxistischen Analysen und ihrer Betonung des Klassenkampfes. Er befürchtet zudem, dass infolge einer Verbindung des geschwächten Kanada mit Großbritannien das Land unter Einfluss US-amerikanischer Ideen geraten würde anstatt eigene, auf der spezifisch-kanadischen Situation basierende Ideen zu entwickeln. Havelock fügte hinzu:

Er wurde der Radikale Konservative seiner Tage genannt – keine schlechte Bezeichnung für einen komplexen Verstand, weitsichtig, vorsichtig, eventuell pessimistisch in Bereichen, in denen Denker, die wir als „progressiv“ bezeichnen würden größere Schwierigkeiten beim Finden eines Standpunktes gehabt hätten, niemals damit zufrieden, nur ein oder zwei Elemente einer komplizierten Gleichung auszuwählen und darauf beruhend schnell eine Methode oder ein Programm zu entwickeln; im Intellekt weit genug reichend, um die gesamte Summe der Faktoren zu erfassen und ihre oft gegensätzlichen Faktoren zu verstehen.:S. 33

## Spätwerk
In den 1940er Jahren erreichte Innis den Zenit seines Einflusses sowohl in akademischen Kreisen als auch in der kanadischen Gesellschaft. 1941 beteiligte er sich an der Gründung der in den USA basierten Economic History Association, zu deren zweiten Präsidenten er später ernannt wurde und ihrem Journal of Economic History. Innis nahm sowohl bei der Gründung des Canadian Social Science Research Council 1940 als auch bei der Gründung des Humanities Research Council of Canada 1944 eine zentrale Rolle ein. Beide Organisationen entwickelten sich zu wichtigen Finanzquellen für akademische Forschungen.:S. 223
1944 verlieh ihm die Royal Society of Canada die nach Joseph Burr Tyrrell benannte J.B. Tyrrell Historical Medal für seine Verdienste als Historiker und die University of New Brunswick sowie seine Alma Mater, die McMaster University, verliehen Innis Ehrentitel. 1947 und 1948 erhielt Innis Ehrentitel von der Universite Laval, der University of Manitoba und der University of Glasgow.:S. 223–224
1945 verbrachte Innis einen Monat in der Sowjetunion, wohin er anlässlich der Gründung der Russischen Akademie der Wissenschaften eingeladen worden war.:S. 223–224 In seinem Essay Reflections on Russia verglich Innis die sowjetische Produzentenwirtschaft mit dem Westlichen Konsumentenethos:

Eine Ökonomie, die Konsumgüter hervorhebt wird durch Kommunikationsindustrien charakterisiert, die von Werbung und durch konstante Bestrebungen, die größtmögliche Zahl an Lesern oder Zuhörern zu erreichen; eine Wirtschaft, die Produktgüter hervorhebt wird durch Kommunikationsindustrien charakterisiert, die weitestgehend von Unterstützungen durch die Regierung abhängig ist. Als Resultat dieses Kontrastes ist eine gemeinsame öffentliche Meinung in Russland und dem Westen schwer zu erreichen.:S. 33

Seine Reise erfolgte kurz bevor der Konflikt zwischen den USA und der Sowjetunion zum Kalten Krieg führte. Innis beklagte diesen Anstieg internationaler Spannung.:S. 122 Er sah das Sowjetische Imperium als stabilisierendes Gegengewicht zur US-amerikanischen Betonung des Kommerzialismus und des individuellen und konstanten Wandels. Für Innis war die Sowjetunion eine Gesellschaft in westlicher Tradition. Er lehnte das nukleare Wettrüsten ab und sah es als Triumph der Kraft über das Wissen, eine moderne Form der Mittelalterlichen Inquisition. Das Mittelalter verbrannte seine Häretiker und die Moderne bedroht sie mit Atombomben, schrieb Innis.
1946 wurde Innis zum Präsidenten der Royal Society of Canada gewählt, die die leitenden Wissenschaftler und Geisteswissenschaftler des Landes repräsentiert. Im selben Jahr war er in der Manitoba Royal Commission on Adult Education tätig und veröffentlichte Political Economy in the Modern State, eine Sammlung von Reden und Essays, die sowohl seine Forschungen über Rohstoffe als auch seine Kommunikationstheoretischen Werke reflektierten. 1947 wurde Innis zum Dekan der Graduate Studies an der University of Toronto ernannt. 1948 hielt er an der University of London und der Nottingham University Vorlesungen. Zudem hielt Innis die Beit-Vorlesungen an der Oxford University und veröffentlichte später das Buch Empire and Communications. 1948 wurde er gewähltes Mitglied der American Philosophical Society. 1949 wurde Innis zum Ausschussmitglied in der Royal Commision on Transportation ernannt, ein Posten, der eine intensive Reisetätigkeit erforderte, während sich sein Gesundheitszustand allmählich verschlechterte.:S. 224–225 Im letzten Jahrzehnt seiner Laufbahn war Innis vom Wissenschaftsbetrieb isoliert, da ein Großteil der Ökonomen sein Kommunikationstheoretisches Werk nicht mit seinen Studien über Rohstoffe in Verbindung bringen konnte. Der Biograph John Watson nahm an, dass der nahezu vollständige Mangel an positiver Antwort zu seiner Überlastung und Depression beitrug.:S. 250–255
Harold Adams Innis starb am 8. November 1952, wenige Tage nach seinem 58. Geburtstag an Prostatakrebs. Nach Innis sind das Innis College an der University of Toronto und die Innis Library an der McMaster University benannt.

## Innis und McLuhan
Marshall McLuhan war ein Kollege von Innis an der University of Toronto. Innis nahm McLuhans frühes Buch The Mechanical Bride in die Literaturliste des Ökonomiekurses des vierten Jahres auf. McLuhan griff Innis Idee auf, dass bei der Untersuchung der Effekte von Kommunikationsmedien die technologische Form von größerer Bedeutung als der tatsächliche Inhalt sei. Der Biograph Paul Heyer schrieb, dass Innis Konzept der „Ausrichtung“  als weniger flamboyanter Vorläufer zu McLuhans Satz: „Das Medium ist die Botschaft“ (Understanding Media, 1964) gesehen werden kann.:S. 61  Innis versuchte zu zeigen, dass gedruckte Medien wie Bücher oder Zeitungen in Richtung einer Kontrolle des Raumes und säkulärer Macht ausgerichtet seien, während Medien wie eine Stein oder Tontafeln in Richtung Kontinuität und Metaphysik oder religiöses Wissen ausgerichtet seien.:S. 7 McLuhan legte das Hauptaugenmerk auf Wahrnehmungssinnbezogenheit und stellte zum Beispiel fest, dass sich Zeitungen an die Vernunft des Auges richten, während sich das Radio an die Irrationalität des Ohres richten. Der Unterschied der Zugänge von Innis und McLuhan wurde von James W. Carey folgendermaßen zusammengefasst: Sowohl Innis als auch McLuhan setzten die Zentralität der Kommunikationstechnologie voraus, worin sie sich unterscheiden, sind die prinzipiellen Arten von Effekten, die sie durch diese Technologie verursacht sehen. Während Innis annimmt, dass sich Kommunikationstechnologien hauptsächlich auf Soziale Organisation und Kultur auswirken, nimmt McLuhan an, dass sie hauptsächlich die Sinnesorganisation und das Denken verändern. McLuhan sagt viel über Wahrnehmung und Denken und wenig über Institutionen; Innis sagt viel über Institutionen und wenig über Wahrnehmung und Denken. Graeme Patterson entgegnete dieser Position und argumentierte, dass sich Innis intensiv mit Wahrnehmung und Denken beschäftigte, während sich McLuhan intensiv mit Institutionen befasste. Patterson sieht eine Gemeinsamkeit von Innis und McLuhan darin, dass sich beide mit der Sprache, einer grundlegenden Institution der Menschheit befassten.
Der Biograph John Watson sieht Innis Werk als weitgehend politisch an, während McLuhans Werk unpolitisch sei. Watson schreibt, dass die Mechanisierung des Wissens, nicht die relative Sinnesgerichtetheit der Medien der Schlüssel zu Innis Werk sei. Dies unterstreiche auch die Politisierung von Innis Position im Gegensatz zu der McLuhans. Innis glaubte, dass sehr unterschiedliche Medien ähnliche Effekte hervorrufen könnten. Für Innis hatten die Yellow Press der Vereinigten Staaten und der Nazilautsprecher denselben negativen Effekt: Sie reduzierten Menschen von denkenden Wesen zu reinen Automatisierungen in einer Kette von Befehlen. Watson hebt hervor, dass McLuhan Medien nach deren Sinnesausrichtung unterschied, während Innis sie nach einer anderen Art von Beziehungen unterschied, der Dialektik von Macht und Wissen in spezifisch historischen Umständen. Watson sieht Innis Werk flexibler und weniger deterministisch als das Werk McLuhans.:S. 410–411
Innis und McLuhan befanden sich als Geisteswissenschaftler und Lehrer in dem Dilemma, viele Bücher zu veröffentlichen, jedoch der Ansicht zu sein, dass die Buchkultur fixierte Blickpunkte und homogenes Denken hervorrufen würde. In der Einführung zur Wiederauflage des Buches The Bias of Communication 1964 hob McLuhan Innis Technik der Nebeneinanderstellung seiner Einsicht in eine mosaische Struktur scheinbar zusammenhangloser und unverhältnismäßiger Sätze und Aphorismen hervor. McLuhan nahm an, dass der Grund für die schwere Lesbarkeit von Innis Texten ein Muster von Erkenntnissen, die nicht für den Konsumgeschmack abgepackt sind sei. Innis Methode sei der natürlichen Form der Konversation oder des Dialoges näher als dem geschriebenen Diskurs. Sie bringe eher "Einsicht" und die "Mustererkennung'" als das von Geisteswissenschaftlern überbewertete "klassifizierte Wissen" hervor. McLuhan, der selbst den Mosaischen Zugang lobte Innis Verwendung desselben.
Innis Theorien von politischer Ökonomie, Medien und Gesellschaft hatten einen wesentlichen Einfluss auf die Medienkunde und Kommunikationstheorie und entwickelten in Verbindung mit dem Werk Marshall McLuhans eine neue Betrachtungsweise, die Medien als Schlüssel zu historischen Entwicklungen und Veränderungen  interpretiert und die Rolle der Kommunikation in der Geschichte hervorhebt.

## Werke
- A History of the Canadian Pacific Railway. Revised edition (1971). Toronto: University of Toronto Press, 1923
- The Fur Trade in Canada: An Introduction to Canadian Economic History. Bearbeitete Edition (1956). Toronto: University of Toronto Press, 1930 → Inhaltsverzeichnis Ausgabe 1973
- Peter Pond, Fur Trader and Adventurer. Toronto: Irwin & Gordon,  1940
- The Cod Fisheries: The History of an International Economy. The Ryerson Press, Toronto 1940
- Empire and Communications. Clarendon Press, Oxford 1950
- The Bias of Communication. University of Toronto Press, Toronto 1951
- The Strategy of Culture. University of Toronto Press, Toronto 1952
- Changing Concepts of Time. University of Toronto Press, Toronto 1952
- Essays in Canadian Economic History. Bearb. Mary Q. Innis. University of Toronto Press, Toronto 1956
- The Idea File of Harold Adams Innis. Bearb. William Christian. University of Toronto Press, Toronto 1980
- Harold A. Innis: Kreuzwege der Kommunikation. Ausgewählte Beiträge. Karlheinz Barck (Hrsg.); Ein Beitr. von Eric A. Havelock Harold A. Inniss, der Geschichtsphilosoph. Eine Gedenkschrift,[45] übrige Beiträge von Innis, Übers. Fredericke von Schwerin-High. Springer, Wien 1997 (Inhaltsverzeichnis bei Deutsche Nationalbibliothek)